# Åsa Regnér
Åsa Charlotte Regnér (ur. 26 sierpnia 1964 w miejscowości Malmberget) – szwedzka polityk i urzędniczka państwowa, od 2014 do 2018 minister.

## Życiorys
W połowie lat 80. studiowała politologię, socjologię i germanistykę na Friedrich-Alexander-Universität Erlangen-Nürnberg. W 1991 ukończyła studia pierwszego stopnia z języka niemieckiego, hiszpańskiego i historii sztuki na Uniwersytecie w Sztokholmie, a w 2011 uzyskała magisterium na Uniwersytecie w Uppsali.
Zaangażowała się w działalność polityczną w ramach Szwedzkiej Socjaldemokratycznej Partii Robotniczej. Pracowała m.in. w centrali związkowej TCO, a także w administracji rządowej m.in. jako doradca ministra ds. zatrudnienia, doradca ds. politycznych w biurze premiera i dyrektor ds. planowania w resorcie sprawiedliwości. W latach 2007–2012 była sekretarzem generalnym RFSU, organizacji pozarządowej zajmującej się edukacją seksualną. Następnie została dyrektorem oddziału organizacji ONZ Kobiety w Boliwii.
Po wyborach w 2014 w utworzonym przez socjaldemokratów i zielonych mniejszościowym rządzie Stefana Löfvena objęła urząd ministra ds. dzieci, osób starszych i równości płci. Zakończyła urzędowanie w marcu 2018 w związku z nominacją na zastępczynię dyrektora wykonawczego organizacji ONZ Kobiety.